# 派勒特格羅夫鎮區 (密蘇里州莫尼托縣)
派勒特格羅夫鎮區（英語：Pilot Grove Township）是位於美國密蘇里州莫尼托縣的一個行政鎮區。

## 地方資料
派勒特格羅夫鎮區的面積為135.35平方千米，當中陸地面積為134.74平方千米，而水域面積為0.60平方千米。根據2020年美國人口普查的數據，當地共有人口1282人，而人口密度為每平方千米9.47人。